# 22752 Sabrinamasiero
22752 Sabrinamasiero este o planetă minoră (asteroid), cu un diametru de 4,505 km, din centura de asteroizi. A fost descoperită pe 15 noiembrie 1998 la osservatorio astronomico della Montagna Pistoiese⁠(d) de Andrea Boattini⁠(d). 
Obiectul prezintă o orbită caracterizată de o semiaxă mare de 2,5629005 UAi, o excentricitate de 0,12, o înclinație de 14,80816 ° în raport cu ecliptica.